# Lycoperdon mammiforme
Espèce
Synonymes
- Lycoperdon mammaeforme Pers., 1801[2],[3]
- Lycoperdon velatum Vittad.[3]

Lycoperdon mammiforme est une espèce de champignons de la famille des Agaricaceae.

## Synonymes
Cette espèce a pour synonymes : 
- Lycoperdon mammaeforme Pers., 1801 qui est un variant orthographique de Lycoperdon mammiforme qui a été initialement décrit sous le nom mammaeforme[2],
- Lycoperdon velatum Vittad., 1842[1],[3],[4],
- Utraria velata (Vittad.) Quél., 1873[4].